# Ernesto do Canto
Ernesto do Canto (Prestes, Ponta Delgada, 12 de desembre de 1831 — Ponta Delgada, 21 d'agost de 1900) va ser un historiador, bibliòfil i polític de les Açores que es va distingir arran de l'organització i publicació de l'Arquivo dos Açores. Ernesto do Canto va nàixer al si d'una de les famílies més influents de l'illa de São Miguel. El seu pare era el polític i terratinent José Caetano Dias do Canto e Medeiros, un dels líders del moviment d'afirmació política de Ponta Delgada respecte a la situació de capital açoriana de la qual havia gaudit fins aleshores Angra do Heroísmo durant el període d'existència de la Capitania General de les Açores. Era germà del bibliòfil José do Canto. La seva biblioteca excepcional, que va arribar a incloure un conjunt molt important d'obres referides a les Açores, entre els quals destaquen uns exemplars rars, va ser llegada a la Biblioteca Pública i Arxiu de Ponta Delgada.